# Heinz Ostheimer
Heinz Ostheimer (ur. 15 września 1931 w Bexbach, zm. 9 lipca 2023 tamże) – gimnastyk z Protektoratu Saary,  uczestnik LIO 1952.
Na igrzyskach startował w sześciu konkurencjach gimnastycznych: w ćwiczeniach wolnych (126. miejsce), w skoku przez konia (110. miejsce), w ćwiczeniach na poręczach (167. miejsce), w ćwiczeniach na drążku (177. miejsce), w ćwiczeniach na kółkach (114. miejsce) i na ćwiczeniach na koniu z łękami (109. miejsce). W łącznej klasyfikacji wielobojowej został sklasyfikowany na 153. miejscu, a drużynowo zajął 22. miejsce.